# Región de Friburgo
La Región de Friburgo (en alemán: Regierungsbezirk Freiburg) es una de las cuatro regiones administrativas (Regierungsbezirk) del estado federado de Baden-Wurtemberg, Alemania, localizada al suroreste del mismo. Su capital es la ciudad de Friburgo de Brisgovia.
Se subdivide en tres subregiones o asociaciones regionales (Regionalverband): Hochrhein-Bodensee, Schwarzwald-Baar-Heuberg y Südlicher Oberrhein.

## Geografía
La región de Friburgo se encuentra al suroeste del estado federado de Baden-Wurtemberg y fue llamada hasta el 31 de diciembre de 1972 región de Baden del Sur.
Limita al sur con Suiza, al oeste con Alsacia, al norte con la región de Karlsruhe y al este con la región de Tubinga. Su extensión y límites actuales fueron definidos en la reforma territorial y administrativa del 1 de enero de 1973.
| Kreise (distritos) | Kreisfreie Städte (ciudades independientes) |
| --- | ------------------------------------------- |
| 1. Brisgovia-Alta Selva Negra 2. Emmendingen 3. Constanza 4. Lörrach 5. Ortenau 6. Rottweil 7. Selva Negra-Baar 8. Tuttlingen 9. Waldshut | 1. Friburgo                                 |

## Política
Los presidentes de la región de Friburgo, desde 1967, han sido:
- 1967 - 1979: Dr. Hermann Person
- 1979 - 1991: Dr. Norbert Nothelfer
- 1991 - 1998: Dr. Conrad Schröder
- 1998 - 2024: Dr. Sven von Ungern-Sternberg